# Facesitting

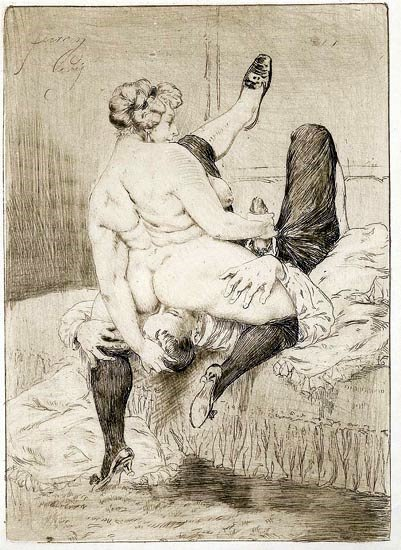
Facesitting. Ilustración de Heinrich Lossow (1840-1897).

El facesitting (en español, "sentarse en la cara") es una práctica sexual, en la cual uno de los integrantes de la pareja se sienta sobre la cara del otro, de forma frontal o inversa con respecto a esta. Esta posición puede formar parte de BDSM, incluyendo dominación y sumisión. Sin embargo, el facesitting también se considera una forma más de sexo oral en parejas normales, y no sólo una práctica de BDSM. Muchas parejas lo practican como una forma de sexo oral, sin que ello implique en absoluto relaciones de poder, dominación o sumisión.
Al ser practicado en relaciones de dominación y sumisión como parte de BDSM, sean estos roles permanente o habitualmente asumidos por los individuos involucrados (dominante y sumiso), sean aceptados de forma alterna por las personas implicadas (switch), se utiliza para mostrar control, humillación y superioridad.
El apoyo y presión de todo el cuerpo, la inmovilización en la que el pubis, nalgas, caderas y muslos de quien se sitúa en un plano superior aprisionan la cabeza del que se encuentra debajo, la humedad, el olor y la oscuridad, así como la gran humillación producida, son percibidas por los implicados como muy poderosas atracciones sexuales. 
Si la persona que se encuentra encima, completa la inmovilización de quien está debajo colocando sus piernas dobladas sobre sus brazos y además una o ambas estimulan los órganos genitales de la otra con mano y/o boca, la intensidad del placer y del orgasmo producidos puede llegar a ser máxima.